# Piratpartiet (Tunisien)
Det tunisiska Piratpartiet (arabiska: حزب القراصنة التونسي Hizb al-Qarāṣinah at-Tūnisī; franska: Parti pirate tunisien) är Afrikas första piratparti, grundat 2010 och lagliggjort 12 mars 2012.